# ヘキソサミン

α-D-グルコサミンの分子構造。アミノ基 (NH_{2})が付いていることに注目

グルコースは、アミノ基の代わりに水酸基が付いている事に注目

ヘキソサミン（英語：Hexosamine）とは、ヘキソースの水酸基をアミノ基に置換したアミノ糖の総称である。
生体および代謝産物である抗生物質などに広く存在する。

## 代表的な分子例
- フルクトサミン
- ガラクトサミン
- グルコサミン
- マンノサミン